# U.S. Route 460
La U.S. Route 460 (US 460) est une US Route auxiliaire de la US 60. Elle parcourt 655 miles (1 054 km) depuis Frankfort, Kentucky jusqu'à Norfolk, Virginie. Elle traverse le Kentucky, la Virginie-Occidentale et la Virginie.

## Description du tracé

### Kentucky
La US 460 débute à Frankfort. Elle est le prolongement de la US 60, à l'intersection avec celle-ci et la US 421. La US 460 se dirige vers l'est et passe par Georgetown et Paris. À Paris, elle bifurque vers le sud-est. Elle atteint et traverse Mount Sterling avant de poursuivre vers le sud et l'est jusqu'à West Liberty, Salyersville au sud-est et Staffordsville à l'est. Elle y rejoint la US 23 et les routes forment un multiplex vers le sud jusqu'à Pikeville en passant par Prestonsburg, Watergap et Boldman. Après s'être séparée de la US 23, la US 460 continue vers le sud et bifurque vers l'est jusqu'à la frontière avec la Virginie. Le segment entre Staffordsville et la frontière de la Virginie est très sinueux. La route longe la Levisa Fork puis la Russell Fork, deux rivières se trouvant ceinturées de montagnes.

### Virginie
La US 460 entre en Virginie au nord de Grundy. Elle atteint cette communauté et continue son trajet vers le sud-est. Elle passe par Vansant, Raven et Claypool Hill sur un tracé sinueux. À Claypool Hill, elle rejoint la US 19 vers le nord-est. Le tracé est plus rectiligne dans ce segment. Elle traverse Tazewell et atteint Bluefield, où les routes se séparent. Toutes deux continuent vers le nord-est jusqu'à la frontière de la Virginie-Occidentale.

### Virginie-Occidentale
La US 460 entre en Virginie-Occidentale à Bluefield. Elle traverse la ville et y rencontre la US 52. Les deux routes forment un court multiplex avant qu'elles ne se séparent et que la US 460 prenne la direction nord-est. Elle retrouve la US 19 et elle passe par Princeton, où les routes se séparent. À l'est de Princeton, la route bifurque vers le sud-est et passe par Oakvale avant d'atteindre la frontière de la Virginie.

### Virginie
La US 460 entre à nouveau en Virginie à Glen Lyn. Elle longe la New River jusqu'à Pearisburg et continue ensuite vers le sud-est. Elle atteint Christiansburg où elle croise l'I-81. Elle bifurque vers le nord-est en longeant l'autoroute, en multiplex avec la US 11, jusqu'à Salem. Les US Routes se séparent et la US 460 se rend à Roanoke, qu'elle traverse. Entre Roanoke et Bedford, au nord-est, la route est rejointe par la US 221. La US 460 passe ensuite au sud de Lynchburg, en multiplex avec la US 29 et la US 501, pour ensuite continuer vers l'est. Elle passe par Appomatoox, où elle bifurque vers le sud-est, Farmville, Burkeville et Petersburg. Là, elle rejoint l'I-85 jusqu'au terminus nord de celle-ci, à la jonction avec l'I-95, où elle forme un multiplex avec celle-ci vers le sud jusqu'au sud de la ville. La US 460 se sépare de l'autoroute et poursuit son trajet vers le sud-est. Elle passe par Waverly, Windsor et Suffolk, qu'elle contourne. Après avoir contourné la ville, elle prend la direction de Chesapeake, en multiplex avec la US 13 et la US 58. Les multiplex prennent fin dans la ville et la US 460 bifurque vers le nord après avoir traversé la Elizabeth River. Elle traverse à nouveau la rivière et entre à Norfolk. Elle traverse la ville vers le nord et prend fin à la jonction avec la US 60 au nord de la ville, face à la Baie de Chesapeake.

## Intersections majeures
Kentucky
 US 60 / US 421 à Frankfort
 US 25 à Georgetown
 US 62 à Georgetown
 I-75 à Georgetown
 US 27 / US 68 à Paris
 I-64 à Mount Sterling
 US 60 à Mount Sterling. Les routes forment un multiplex dans la ville.
 US 23 à Paintsville. Les routes forment un multiplex jusqu'à Pikeville.
 US 119 à Pikeville. Les routes forment un multiplex dans la ville.
Virginie
 US 19 à Claypool Hill. Les routes forment un multiplex jusqu'à Bluefield.
Virginie-Occidentale
 US 52 à Bluefield. Les routes forment un multiplex dans la ville.
 US 19 près de Bluefield. Les routes forment un multiplex jusqu'au sud-ouest de Princeton.
 I-77 près de Princeton
Virginie
 US 219 à Rich Creek
 US 11 à Christiansburg
 I-81 à Christiansburg. Les routes forment un multiplex dans la ville.
 US 11 à Christiansburg. Les routes forment un multiplex jusqu'à Salem.
 I-581 / US 220 à Roanoke
 US 11 / US 221 à Roanoke. La US 221 / US 460 forment un multiplex jusqu'à Bedford.
 US 29 près de Lynchburg. Les routes forment un multiplex jusqu'à Lynchburg.
 US 501 à Lynchburg. Les routes forment un multiplex dans la ville.
 US 15 près de Farmville. Les routes forment un multiplex jusqu'au sud de Farmville.
 US 360 près de Burkeville. Les routes forment un multiplex jusqu'à l'est de Burkeville.
 I-85 près de Petersburg. Les routes forment un multiplex jusqu'à Petersburg.
 US 1 près de Petersburg
 I-95 à Petersburg. Les routes forment un multiplex dans la ville.
 US 301 à Petersburg
 I-295 près de Petersburg
 US 258 à Windsor
 US 13 / US 58 à Suffolk. Les routes forment un multiplex jusqu'à Chesapeake.
 I-664 à Chesapeake. Les routes forment un multiplex dans la ville.
 I-64 à Chesapeake
 US 17 à Chesapeake
 I-264 à Norfolk
 US 58 à Norfolk. Les routes forment un multiplex dans la ville.
 I-564 à Norfolk
 I-64 à Norfolk
 I-64 à Norfolk
 US 60 à Norfolk